# هاینکل هادی ۲۳

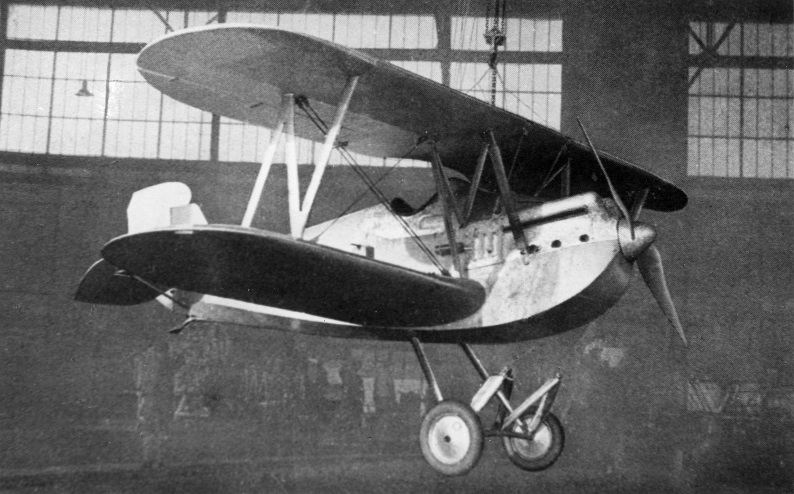

اچ‌دی-۲۳ هینکل (به انگلیسی: Heinkel_HD_23) یک هواگرد ملخ‌پیشین تک‌موتوره از نوع جنگنده ناونشین ساخت شرکت هاینکل، آیچی کوکوکی است. هواگرد اچ‌دی-۲۳ هینکل نخستین پروازش را در ۱۹۲۶ میلادی انجام داد. در مجموع، تعداد ۴ فروند از این هواگرد ساخته شده‌است.